# Bertil Jönsson
Nils Einar Bertil Jönsson, född 17 juni 1939 i Tolånga församling i Malmöhus län, är en före detta centerpartistisk politiker, och kommunalråd i Eslövs kommun under perioden 1984–1994. Under 1986–1988 och 1992–1994 var han även kommunstyrelsen i Eslövs ordförande. Under 1984–1994 var han ordförande i mellanskånes kommunalförbund.
Mellan åren 1979 och 1982 var Jönsson ordförande för kommunfullmäktige i Eslövs kommun, den yngste ordförande för kommunfullmäktige i kommunens historia.
Bertil Jönsson valdes in första gången till kommunfullmäktige vid 1973-års val. Han blev ordförande för personalnämnden 1977 som hade hand om alla anställningar och löneförhandlingar i Eslövs kommun.
1994 lämnade Jönsson sina politiska uppdrag i Eslövs kommun.
2010 bildade Bertil Jönsson ett nytt parti i kommunen, Nya Kommunpartiet Eslöv. Erhöll 2 mandat vid valet 2010 samt 2 mandat 2014.
2018 ingick NKE avtal med Centerpartiet i Eslöv om en överenskommelse att partiets representanter skall finnas på Centerpartiets valsedel.
2018 invaldes Bertil Jönsson i kommunfullmäktige och kommunstyrelsen.
2022 lämnar Jönsson sina politiska uppdrag i Eslövs kommun. Då är det 49 år sedan Jönsson kom in i kommunfullmäktige.